# Hojo (rollfigur)
Hojo (宝条 Hōjō) är en rollfigur i Square Enix Playstation spel, Final Fantasy VII.
Hojo arbetade som professor hos Shin-Ra Inc. där han under stor frihet kunde utföra sina egna experiment. Hojo var väldigt intresserad av Jenova och den så kallade Reunion som han hade teorier om. Flera situationer under spelets gång pekar på att Hojo är helt galen och experimenterar för det mesta för att glädja sig själv. Bland annat försöker han få Red XIII att para sig med Aeris Gainsborough, ett hunddjur och en människa. Hojo visar sig så småningom vara far till spelets riktiga antagonist, Sephiroth som han innan dennes födelse utförde experiment på som kom att leda till att Sephiroth blev galen och bestämde sig för att förinta planeten.
Hojo har även en gammal koppling till Vincent Valentine som blivit kär i Lucrecia, kvinnan som Hojo så småningom fick Sephiroth med. När Vincent försöker stoppa experimentet på den ännu ofödda Sephiroth skjuter Hojo honom och utför en rad experiment som kom att följa Vincent för resten av hans liv.
Hojo möter så småningom sitt öde när Cloud och de andra väljer att slåss mot honom vid kanonen Sister Ray i Midgar. Under stridens gång förvandlas Hojo till olika varelser som muterats inne från honom då han placerade Jenova celler i sig själv.

## Dirge of Cerberus
Det är bekräftat att Hojo kommer att ha en roll i spin-off titeln Dirge of Cerberus: Final Fantasy VII. 
Än så länge pekar allt bara på att Hojo kommer dyka upp i flashbacks för att utforska vad mer som hände innan Vincent blev skjuten och deras relation till varandra samt Lucrecia. Om Hojo har någon större roll än så förblir osäkert tills vidare.
Dirge of Cerberus börjar med att hoppa tillbaka i tiden till bara någon kort stund innan kometen slår ner mot Midgar. Där hittar Vincent Valentine en utslagen Hojo uppe vid kanonen 'Sister Ray'. Vincent planerar att skjuta Hojo som fortfarande är vid liv men en explosion stoppar honom och Hojo försvinner mystiskt och syns aldrig till igen. Men han kommer att störa Vincent åter igen tre år senare då han har en koppling till ledaren av Deep Ground Soldiers, Weiss.